# Oberland Bernês

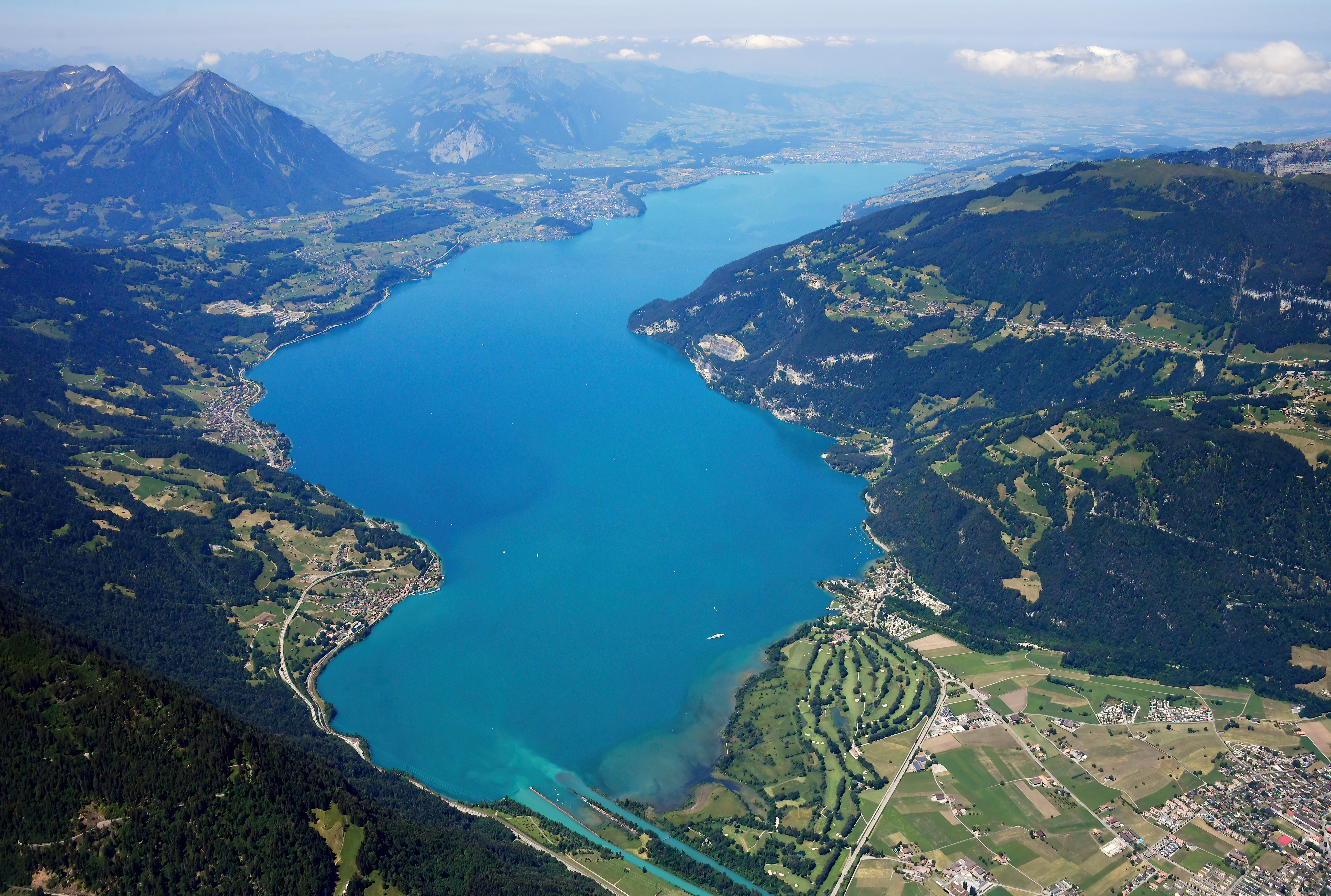
Lago de Thun.

Designa-se como Oberland Bernês (em alemão:  Berner Oberland em francês:   Oberland Bernois) à região mais elevada do cantão de Berna, situada a sul do cantão e que inclui as zonas do lago de Thun, do lago de Brienz, sua cidade cental é por isso Interlaken - literalmente "entre lagos" - e os Alpes Berneses

## Cantão Oberland
Cantão de Oberland era o nome de um antigo cantão suíço da Républica Helvética, cantão que foi criado em  1798 e que tinha como capital Thoune com uma parte do  cantão de Berna.
Em 1803, o Acto de mediação integrou-o ao cantão de Berna.

## Distritos
Considera-se que os distritos seguintes pertencem ao Oberland Bernês:
- o distrito de Thun,
- o distrito de Interlaken,
- o distrito de Oberhasli,
- o distrito de Frutigen,
- o distrito de Obersimmental,
- o distrito de Niedersimmental, e
- o distrito de Saanen.